# Boronia thujona
Boronia thujona là một loài thực vật có hoa trong họ Cửu lý hương. Loài này được Penfold & M.B.Welch mô tả khoa học đầu tiên năm 1921 publ. 1922.